# René Bianchi
René Bianchi (nascido em 20 de maio de 1934) é um ex-ciclista francês que participou nos Jogos Olímpicos de Verão de 1956 em Melbourne, onde conquistou a medalha de prata na perseguição por equipes de 4 km no ciclismo de pista, junto com Jean Graczyk, Jean-Claude Lecante e Michel Vermeulin.